# Giuseppe Campani

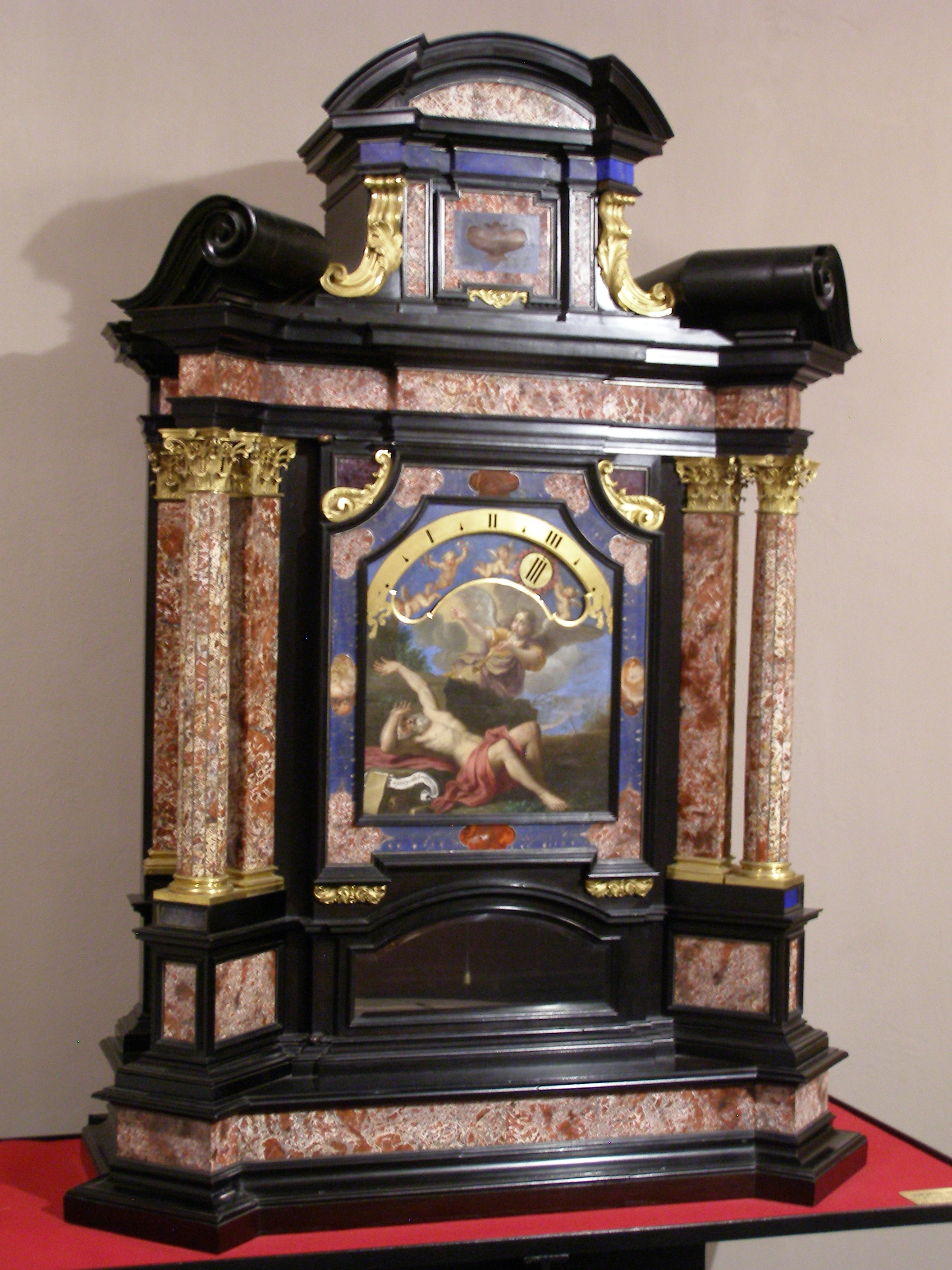
Horloge nocturne de Giuseppe Campani

Giuseppe Campani (né en 1635 à Sant'Anatolia di Narco, dans les États pontificaux et mort le 28 juillet 1715 à Rome) est un opticien, inventeur et astronome italien de la fin du XVIIe et du début du XVIIIe siècle.

## Biographie
L'un des premiers à avoir développé la technologie pour produire des instruments optiques de haute qualité, Giuseppe Campani se spécialise dans le polissage des lentilles et construit divers instruments comme une horloge silencieuse. Il devient un des plus grands constructeurs de télescopes qu'il fournit à de grandes institutions comme l'observatoire royale de Paris. En 1664, il fonde son propre atelier où il élabore des télescopes et des lentilles à grande longueur focale. Il perfectionne aussi des microscopes et invente l'Oculaire qui porte son nom.
Comme scientifique, il utilise ses instruments dans des observations astronomiques. Entre 1664-1665, il étudie ainsi les satellites de Jupiter et les anneaux de Saturne.

## Œuvres
- Discorso intorno a' suoi muti orioli, 1660.

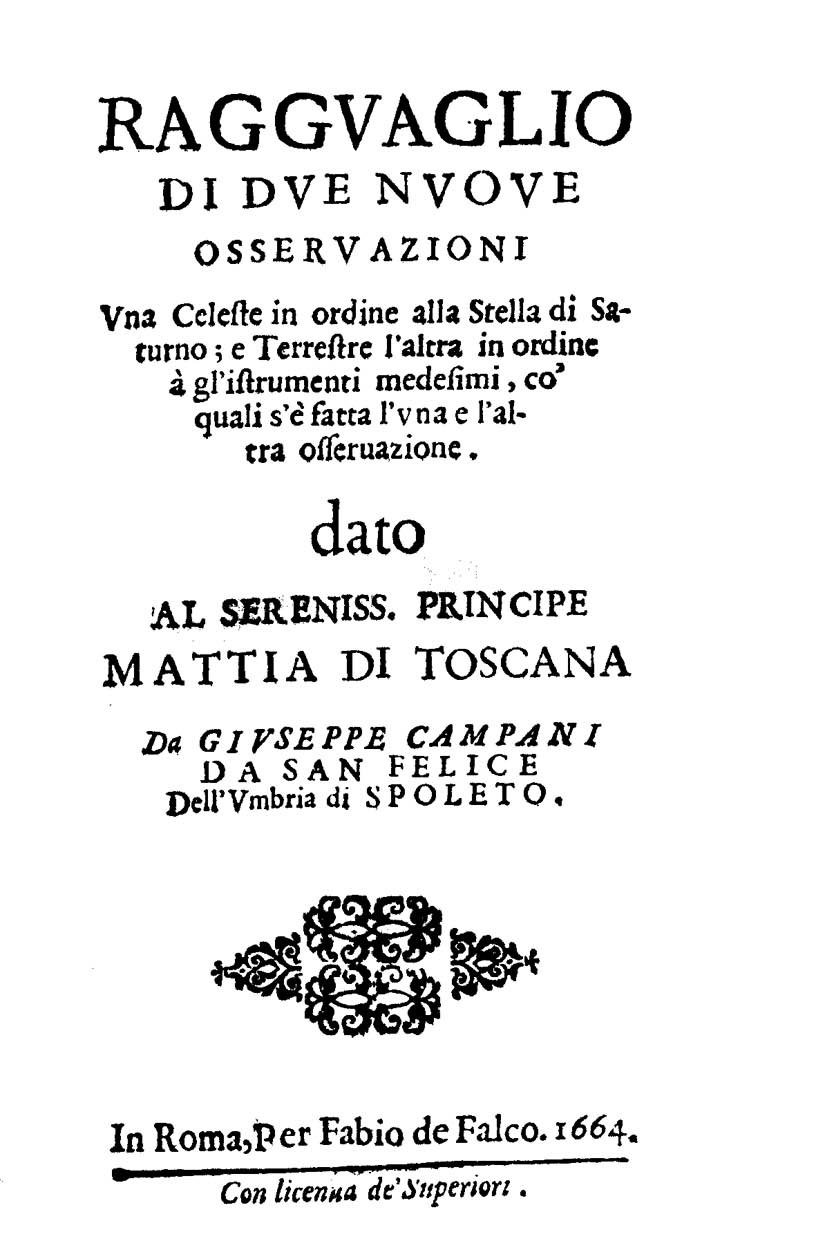
Ragguaglio di due nuove osservazioni una celeste in ordine alla stella di Saturno; e terrestre l'altra in ordine a gl'istrumenti medesimi, co' quali s'e fatta l'una e l'altra osservazione, 1664

- (it) Ragguaglio di due nuove osservazioni una celeste in ordine alla stella di Saturno; e terrestre l'altra in ordine a gl'istrumenti medesimi, co' quali s'e fatta l'una e l'altra osservazione, Roma, Fabio Di Falco, 1664 (lire en ligne). Cet ouvrage a la particularité unique d'être, la même année, l'objet de deux notices, dans le premier numéro de deux ouvrages scientifiques naissants : le Journal des savants du 5 janvier 1665 (titrée Ragguaglio Di nuove osservazioni, da Giuseppe Campani. in 12. In Roma.)[1] et les Philosophical Transactions du 6 mars 1665 (titrée « An Accompt of the improvement of Optick Glasses. »)[2].
- Lettera di Giuseppe Campani intorno all'ombre delle stelle medicee nel volto di Gioue, ed altri noui fenomeni celesti scoperti co' suoi occhiali. Al Signor Gio. Domenico Cassini, 1665.